# Gemeentehuis van Sint-Joost-ten-Node
Het gemeentehuis van Sint-Joost-ten-Node (Frans: Maison communale de Saint-Josse-ten-Noode) is een gebouw in beaux-artsstijl in de Belgische gemeente Sint-Joost-ten-Node in het Brussels Hoofdstedelijk Gewest. Het gebouw staat aan de Sterrenkundelaan.

## Geschiedenis
Op deze plek stond oorspronkelijk een paviljoen dat bewoond werd door de musicus Charles de Bériot, die in Parijs violist was voor koning Karel X van Frankrijk en later eerste violist van de Nederlandse koning. Na de dramatische dood van zijn eerste vrouw, de operazangeres Malibran, in 1836, hertrouwde Bériot in 1840 met Maria Huber. Om een nieuwe start te maken verhuisden ze van het Pavillon Malibran naar een herenhuis dat Bériot kocht in Sint-Joost-ten-Node (1841). Er was een grote zaal ingericht die 400 personen kon ontvangen en waar ze regelmatig het kamermuziekensemble van de Cercle des arts de Bruxelles et des Lettres lieten optreden. In 1849 verhuurde hij het pand aan de verjaagde kanselier Klemens von Metternich, die er aan zijn mémoires schreef. Het huis kende nog tal van bewoners en bezoekers, waaronder Victor Hugo die er in 1865 het huwelijk van zijn zoon bijwoonde. 
In 1868 verwierf de gemeente het gebouw om het door architect Léon Govaerts te laten verbouwen tot gemeentehuis. Het interieur werd ingericht door Gabriël Charle (1868-1919). De plechtige opening van het nieuwe gemeentehuis vond plaats op 14 mei 1911 onder burgemeester Henri Frick. Deze gebeurtenis staat vermeld op een bronzen plaat op een van de muren in de hal. Het gebouw werd in 1967 vergroot onder leiding van architect Jean-Pierre Vandenhoutte, waarbij een paviljoen aangebouwd werd op de hoek van de Verbondstraat. 
Sinds 1992 is het een beschermd monument.

## Beschrijving
De hoofdingang, die voorzien is van een smeedijzeren luifel, bevindt zich in de centrale halfronde travee en is bekroond met een koepel met lantaarn. De salons van het gemeentehuis bieden een collectie van 19e-eeuwse Belgische kunstenaars alsook borstbeelden van de burgemeesters en andere bekende figuren van de gemeente. 